# Vicherey
Vicherey és un municipi francès, situat al departament dels Vosges i a la regió del Gran Est. L'any 2007 tenia 182 habitants.

## Demografia

### Població
El 2007 la població de fet de Vicherey era de 182 persones. Hi havia 72 famílies, de les quals 24 eren unipersonals (16 homes vivint sols i 8 dones vivint soles), 32 parelles sense fills, 12 parelles amb fills i 4 famílies monoparentals amb fills.
La població ha evolucionat segons el següent gràfic:
Habitants censats

### Habitatges
El 2007 hi havia 98 habitatges, 80 eren l'habitatge principal de la família, 12 eren segones residències i 5 estaven desocupats. 89 eren cases i 9 eren apartaments. Dels 80 habitatges principals, 64 estaven ocupats pels seus propietaris, 14 estaven llogats i ocupats pels llogaters i 2 estaven cedits a títol gratuït; 4 tenien dues cambres, 13 en tenien tres, 14 en tenien quatre i 49 en tenien cinc o més. 61 habitatges disposaven pel capbaix d'una plaça de pàrquing. A 38 habitatges hi havia un automòbil i a 29 n'hi havia dos o més.

### Piràmide de població
La piràmide de població per edats i sexe el 2009 era:
| Homes | Edats   | Dones |
| ----- | ------- | ----- |
| 0     | 95 o +  | 0     |
| 0     | 90 a 94 | 1     |
| 0     | 85 a 89 | 2     |
| 2     | 80 a 84 | 1     |
| 5     | 75 a 79 | 7     |
| 6     | 70 a 74 | 5     |
| 7     | 65 a 69 | 6     |
| 5     | 60 a 64 | 6     |
| 2     | 55 a 59 | 4     |
| 9     | 50 a 54 | 5     |
| 7     | 45 a 49 | 10    |
| 10    | 40 a 44 | 8     |
| 7     | 35 a 39 | 4     |
| 3     | 30 a 34 | 3     |
| 3     | 25 a 29 | 3     |
| 5     | 20 a 24 | 6     |
| 11    | 15 a 19 | 3     |
| 5     | 10 a 14 | 3     |
| 1     | 5 a 9   | 4     |
| 2     | 0 a 4   | 6     |

## Economia
El 2007 la població en edat de treballar era de 99 persones, 70 eren actives i 29 eren inactives. De les 70 persones actives 64 estaven ocupades (41 homes i 23 dones) i 6 estaven aturades (1 home i 5 dones). De les 29 persones inactives 7 estaven jubilades, 5 estaven estudiant i 17 estaven classificades com a «altres inactius».

### Ingressos
El 2009 a Vicherey hi havia 74 unitats fiscals que integraven 165,5 persones, la mediana anual d'ingressos fiscals per persona era de 13.740 €.

### Activitats econòmiques
Dels 19 establiments que hi havia el 2007, 1 era d'una empresa extractiva, 2 d'empreses de construcció, 3 d'empreses de comerç i reparació d'automòbils, 1 d'una empresa d'hostatgeria i restauració, 1 d'una empresa immobiliària, 2 d'empreses de serveis i 9 d'entitats de l'administració pública.
Dels 4 establiments de servei als particulars que hi havia el 2009, 1 era un taller de reparació d'automòbils i de material agrícola, 1 guixaire pintor, 1 fusteria i 1 veterinari.
L'any 2000 a Vicherey hi havia 8 explotacions agrícoles que ocupaven un total de 393 hectàrees.

## Equipaments sanitaris i escolars
L'únic equipament sanitari que hi havia el 2009 era una farmàcia.
El 2009 hi havia una escola elemental.

## Poblacions més properes
El següent diagrama mostra les poblacions més properes.